# Liste der Monuments historiques in Zimming
Die Liste der Monuments historiques in Zimming führt die Monuments historiques in der französischen Gemeinde Zimming auf.

## Liste der Objekte
| Bezeichnung | Beschreibung            | Standort                                 | Kennzeichnung | Schutzstatus | Datum | Bild |
| ----------- | ----------------------- | ---------------------------------------- | ------------- | ------------ | ----- | ---- |
| Kelch       | Silber, vergoldet, 1761 | in der Kirche Très-Sainte-Trinité (Lage) | PM57000931    | Inscrit      | 1996  |      |